# Obrieniidae
Obrieniidae (лат.) — семейство вымерших насекомых из отряда жесткокрылых, относящееся к отдельному надсемейству Obrienioidea, близкому к долгоносикам. Обнаружены в триасовых и юрских отложениях Средней Азии. Мелкие жуки длиной около 4 мм. Усики 11-члениковые.

## Классификация
К семейству относят 3 вымерших подсемейства, содержащих 6 родов и 10 видов:
- Подсемейство Kararhynchinae Zherikhin & Gratshev, 1994
  - Род Kararhynchus — Казахстан
  - Род Kenderlyka — Казахстан
  - Род Madygenorhynchus — Киргизия
- Подсемейство Obrieniinae Zherikhin & Gratshev, 1994
  - Род Guillermia — Киргизия
  - Род Obrienia — Киргизия
- Подсемейство Pseudobrieniinae Legalov, 2012
  - Род Pseudobrienia — Казахстан